# Ustrecha Tesserae
Le Ustrecha Tesserae sono una struttura geologica della superficie di Venere.